# Dendrobeania quadridentata
Dendrobeania quadridentata är en mossdjursart som först beskrevs av Loven 1834.  Dendrobeania quadridentata ingår i släktet Dendrobeania och familjen Bugulidae. Inga underarter finns listade i Catalogue of Life.